# Jerônimo Santana
Jerônimo Garcia de Santana (Jataí, 29 de outubro de 1934 – Rio de Janeiro, 11 de setembro de 2014) foi um advogado e político brasileiro, natural do estado de Goiás e que militou na política rondoniense por mais de trinta anos, tendo sido eleito prefeito de Porto Velho em 1985 e governador de Rondônia em 1986.

## Biografia
Filho de Lúcio Garcia Santana e Julieta Vilela Veloso, é advogado formado pela Universidade Federal de Minas Gerais em 1963. Após militar no Movimento Revolucionário Oito de Outubro ingressou no MDB, sendo eleito deputado federal em 1970, 1974 e 1978. Com a reforma partidária efetuada no governo João Figueiredo, ingressou no PMDB e foi candidato a senador em 1982 sendo derrotado, porém, pela votação maciça dos nomes do PDS. Eleito prefeito de Porto Velho em 15 de novembro de 1985 e empossado no primeiro dia do ano seguinte, renunciou ao cargo em maio de 1986 a fim de disputar as eleições de novembro nas quais foi eleito governador de Rondônia. Tendo cumprido integralmente o seu mandato tentou retornar à política como candidato a governador pelo PPR em 1994 e deputado federal pelo PFL em 1998, porém não obteve êxito.

## Contexto político
Em 1943 o presidente Getúlio Vargas desmembrou partes do Amazonas e de Mato Grosso para criar o Território Federal do Guaporé, renomeado posteriormente como Rondônia em homenagem ao Marechal Cândido Rondon, pioneiro no desbravamento da região. Os governadores do território continuavam a ser nomeados por Brasília, circunstância que perdurou até mesmo quando o Governo Figueiredo elevou Rondônia ao patamar de estado, situação que seria confirmada em 1982 quando os brasileiros voltaram a escolher seus governadores pelo voto direto, prerrogativa negada ao rondoniense por um casuísmo da lei.
O Coronel Jorge Teixeira foi mantido no governo e em sua gestão houve eleições para a escolha de três senadores, oito deputados federais e vinte e quatro deputados estaduais. Abertas as urnas o PDS conquistou as vagas em disputa para o Senado Federal, cinco cadeiras na Câmara dos Deputados e quinze assentos na Assembleia Legislativa. O PMDB por sua vez elegeu três deputados federais e nove deputados estaduais.
Em 13 de maio de 1985 o presidente José Sarney nomeou Ângelo Angelim para governar o estado e em 15 de novembro de 1985 Jerônimo Santana foi eleito prefeito de Porto Velho (RO), o primeiro como capital do Estado de Rondônia.
Em 15 de novembro de 1986 Jerônimo Santana tornou-se também o primeiro governador de Rondônia eleito pelo voto direto, sendo empossado em 15 de março de 1987 para um mandato de quatro anos.

## Morte
Jerônimo Santana faleceu aos 79 anos no Rio de Janeiro de insuficiência respiratória. Seu corpo foi velado e sepultado no Cemitério Campo da Esperança em Brasília.